# 羅臼國後展望塔
44°00′56.2″N 145°11′10.8″E / 44.015611°N 145.186333°E

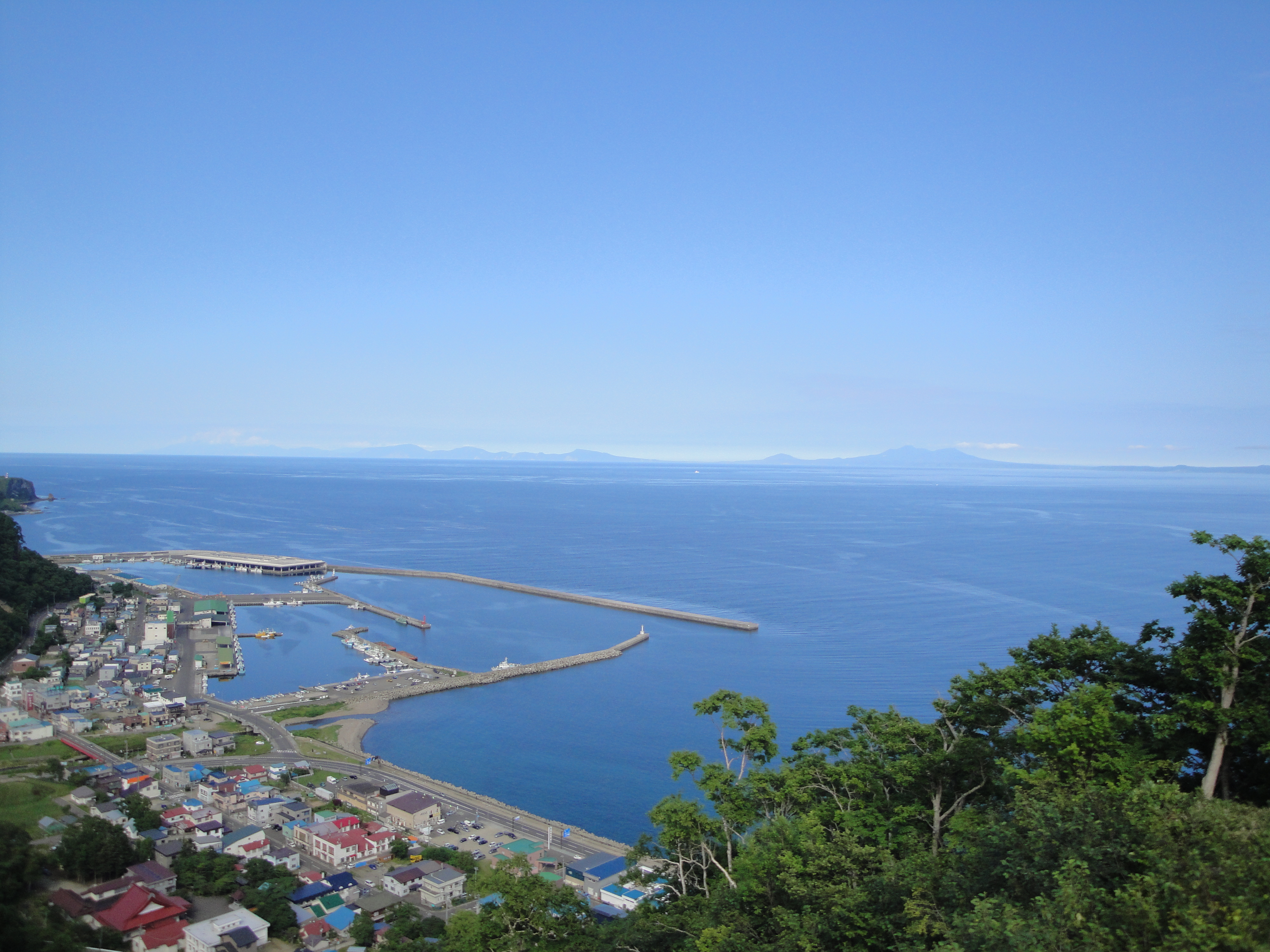
羅臼國後展望塔見到的羅臼市區、根室海峽和國後島

羅臼國後展望塔是位於日本北海道羅臼町城區西側山丘上的以國後島為眺望目標所設立的展望台。
由於日本政府現仍主張擁有南千岛群岛的主權，其中的國後島正位於羅臼町東側，中間以根室海峽相隔，最近距離僅25公里，在天氣晴朗時，在羅臼即可直接看到國後島。因此北方領土問題對策協會與羅臼町在2000年共同在此設立了展望塔，館內陳列與南千岛群岛主權爭議相關的資料，頂樓的展望台則命名為「望鄉台」。

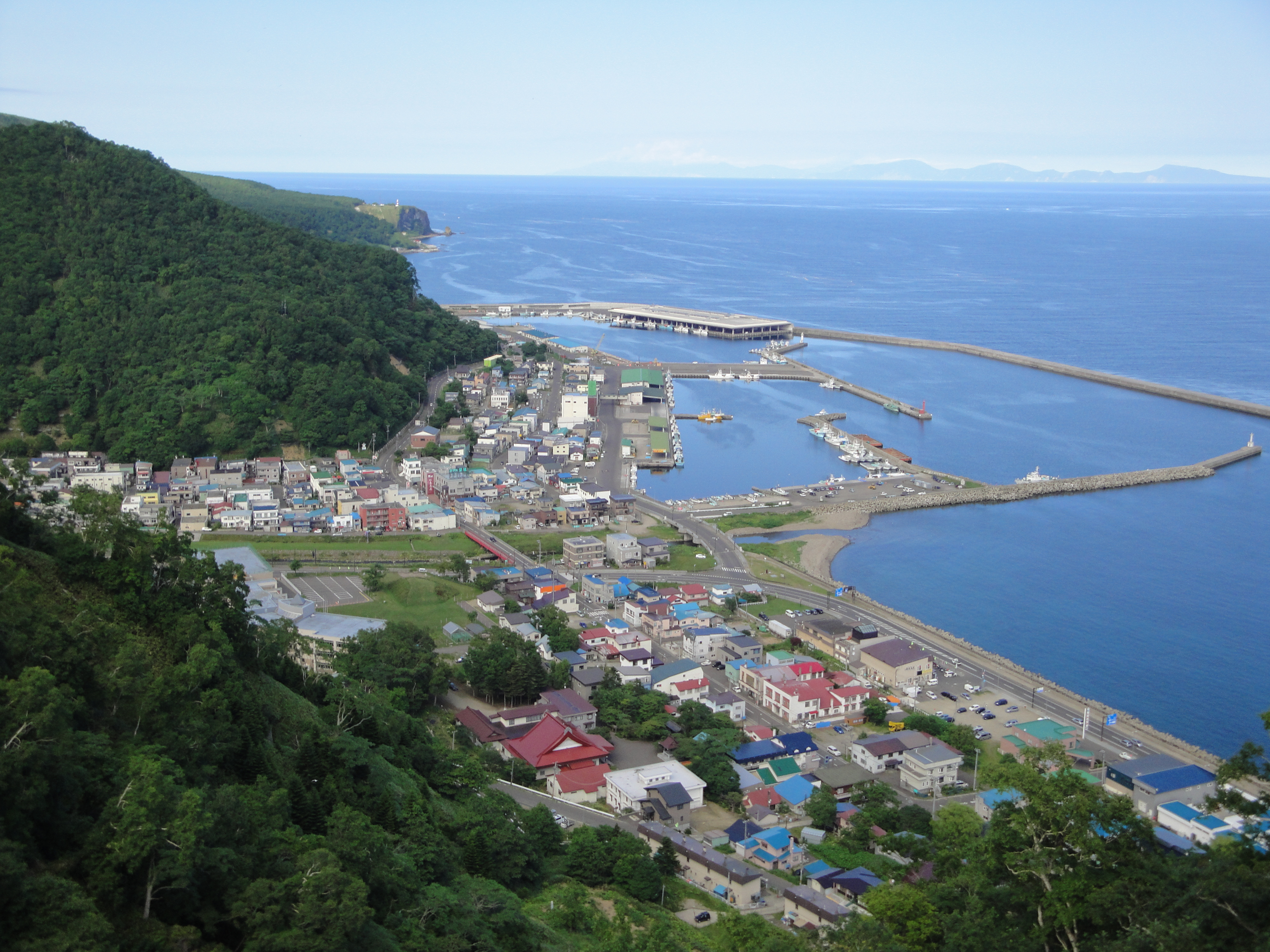
展望塔所見到的羅臼町城區
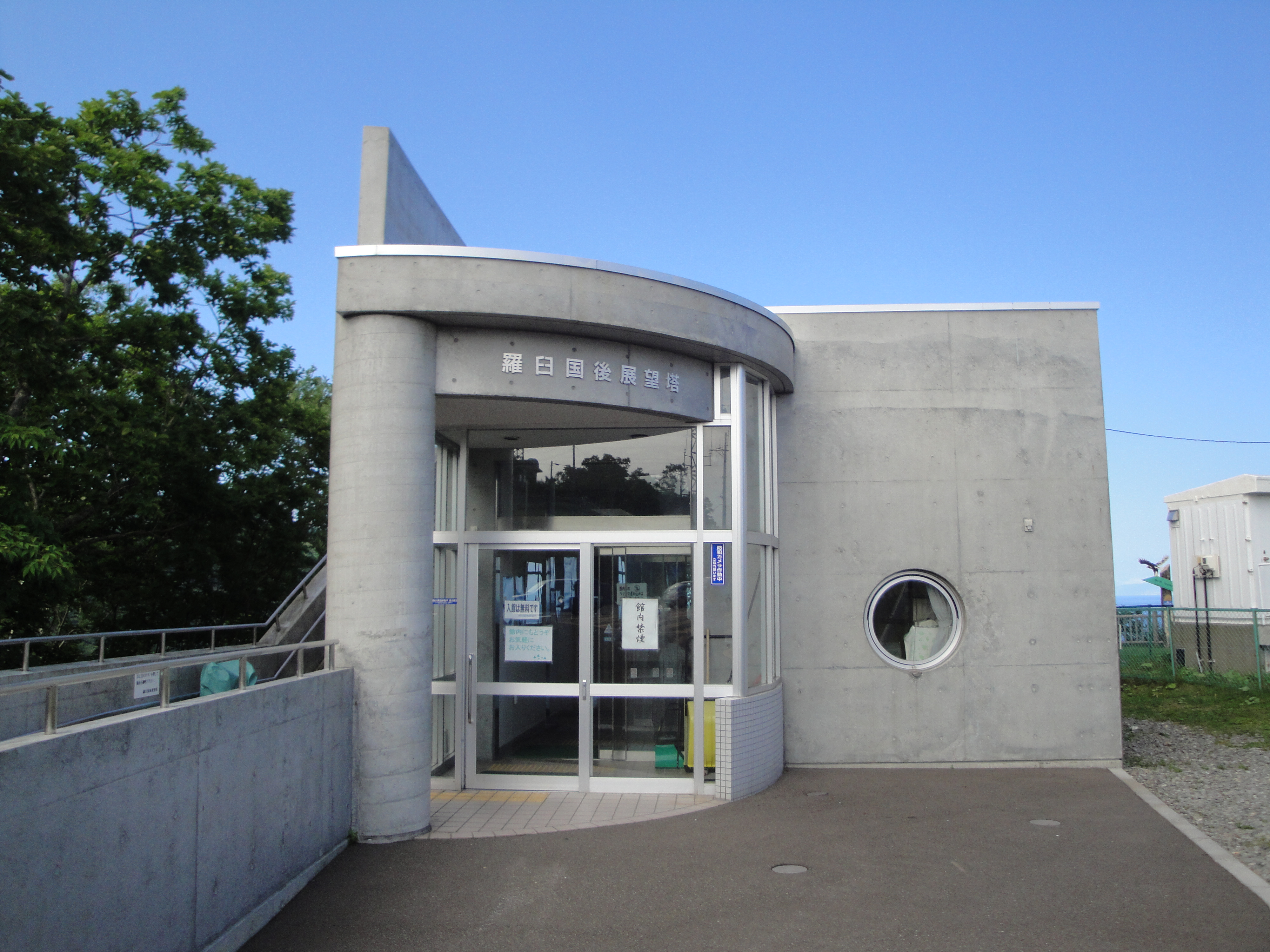
展望塔入口
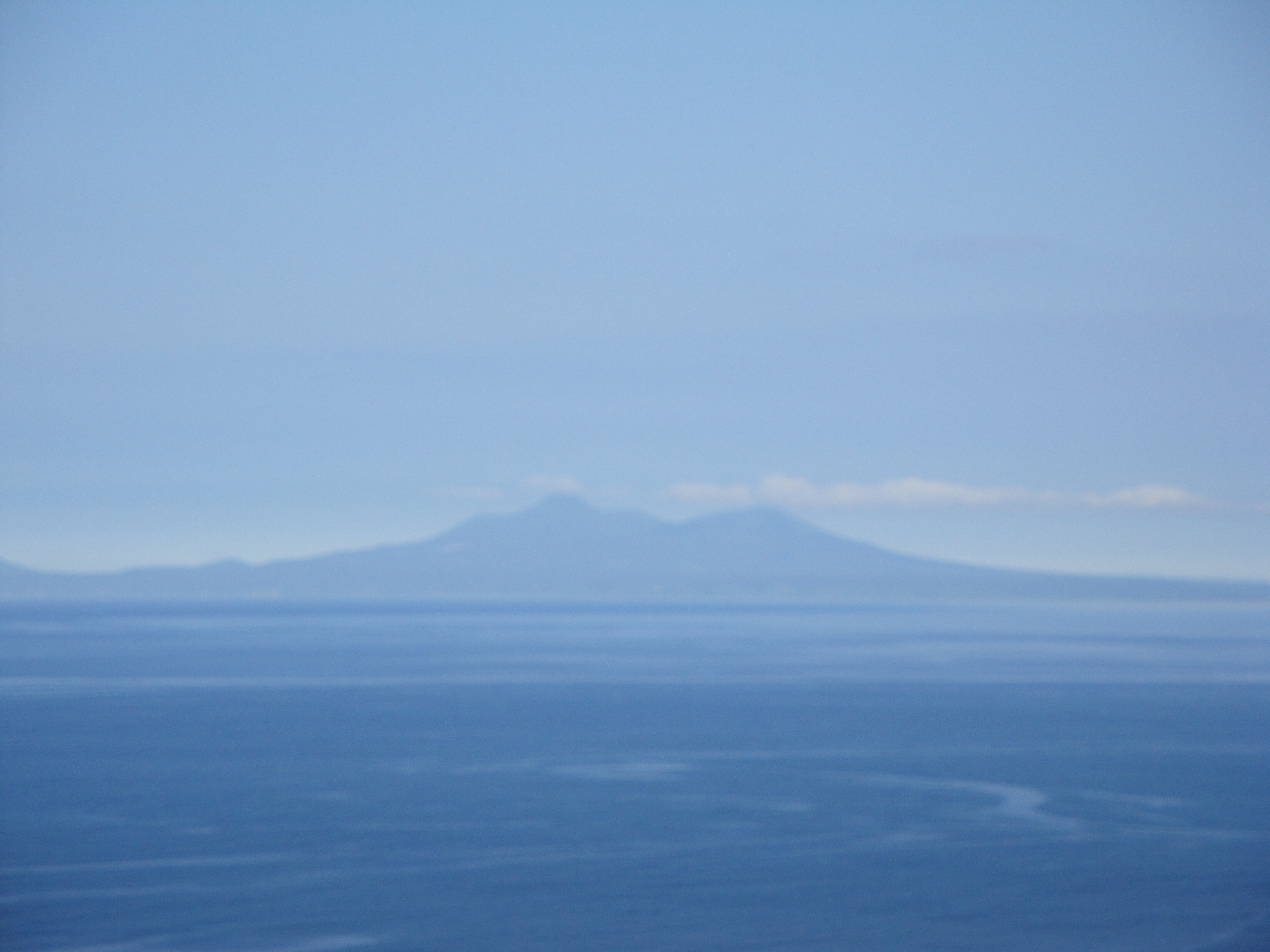
展望塔所看到的國後島
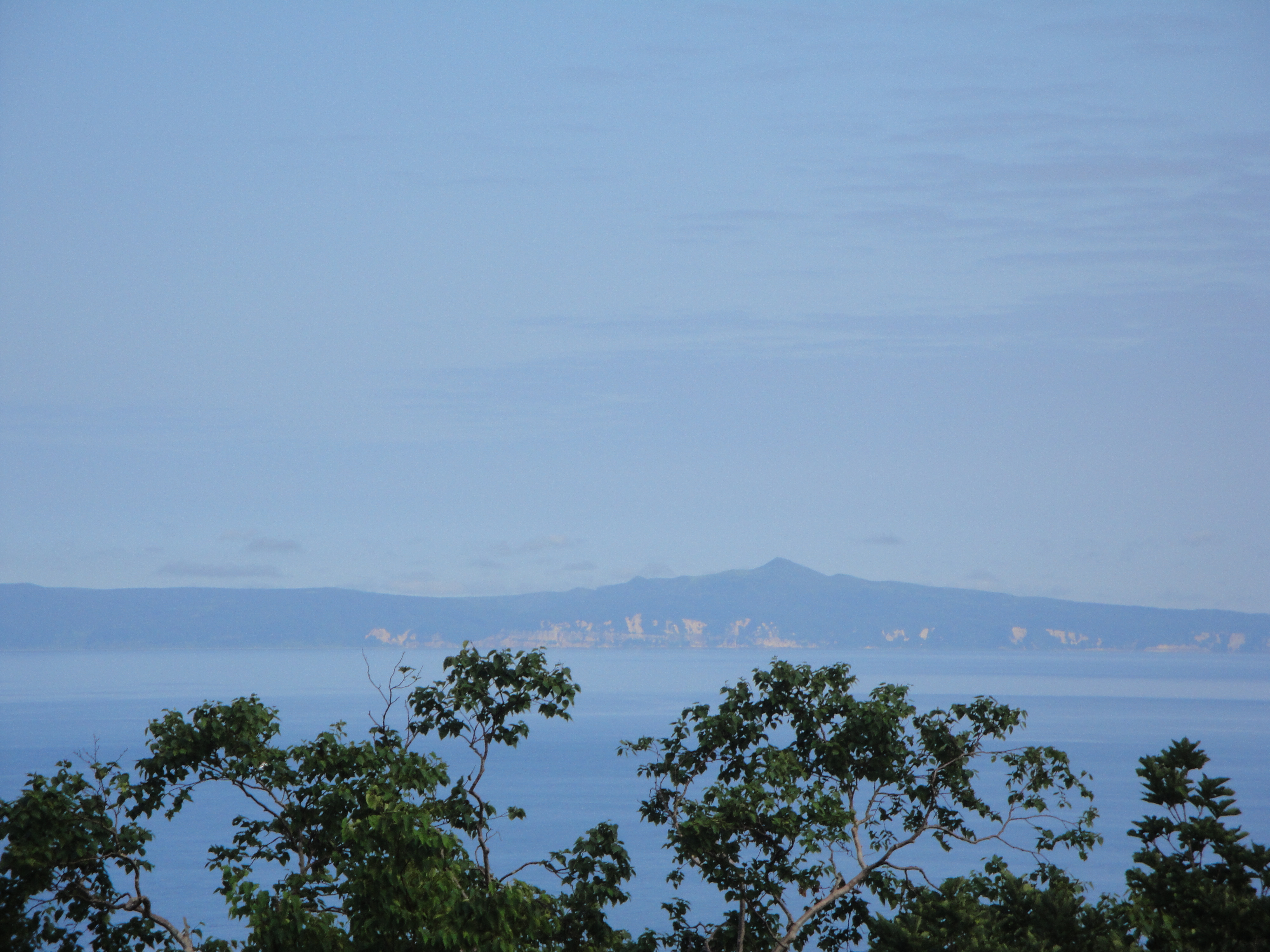
展望塔所看到的國後島

## 外部連結
- （日語） 羅臼國後展望塔 （页面存档备份，存于） - 羅臼町公所